# Хейг, Фрэнк
Фрэнк Хейг (англ. Frank Hague; 17 января 1876, Джерси-Сити — 1 января 1956, Манхэттен) — американский спортивный промоутер и политик; мэр города Джерси-Сити в штате Нью-Джерси с 1917 по 1947 год, член Национального демократического комитета от Нью-Джерси в 1922—1949 годах и заместитель председателя комитета (1924—1949); стал известен своей репутацией коррупционера и политического босса — «политическая машина» Хейга являлась одной из наиболее влиятельных в США: она контролировала политику как на местном, так и на федеральном уровне; потерял контроль над городом и штатом в 1949 году.

## Работы
- The Jersey City marine terminal (1930)